# جاك ميتلاند
جاك ميتلاند (بالإنجليزية: Jack Maitland)‏ هو لاعب كرة قدم أمريكية أمريكي، ولد في 8 فبراير 1948 في بيتسبرغ في الولايات المتحدة.

## وصلات خارجية
- جاك ميتلاند على موقع مرجع كرة القدم المحترفة.كوم (الإنجليزية)